# Установка МТБЕ Омського НПЗ
Установка МТБЕ Омського НПЗ — складова Омського нафтопереробного заводу (Омська область Росії), яка має здійснювати випуск високооктанової паливної присадки — метилтретинного бутилового етеру (MTBE).
Під час роботи секції каталітичного крекінгу Омського НПЗ (складова комплексу глибокої переробки мазуту та вісбрекінга гудрону) отримують великі обсяги бутан-бутиленової фракції. Одним з компонентів останньої є ізобутилен, реакцією якого з метанолом можливо продукувати MTBE. Як наслідок, в 1994-му ввели в дію установку з виробництва MTBE потужністю 40 тисяч тон на рік.
Відпрацьована бутан-бутиленова фракція спрямовується на установку алкілювання того ж НПЗ.